# 宗弘暹
宗弘暹（？—1573年），字晉甫，號古雲，浙江嘉興府嘉興縣人，民籍，明朝政治人物。

## 生平
嘉靖三十七年（1558年）浙江鄉試第八十名舉人。嘉靖四十一年（1562年）壬戌科進士，知江西豐城縣。入為刑部主事。调兵部武选司，隆庆四年（1570年）五月改任兵科给事中，六年（1572年）閏二月转工科右给事中，五月改刑科左给事中，九月晉禮科都給事中，十二月议请王守仁从祀孔庙，尋病卒。

## 家族
曾祖宗嶽；祖父宗仁，布政司都事；父宗穆，歲貢生。母劉氏。重庆下。